# Надбжеж
Надбжеж (пол. Nadbrzeż) — село в Польщі, у гміні Карчев Отвоцького повіту Мазовецького воєводства.
Населення — 612 осіб (2011).
У 1975-1998 роках село належало до Варшавського воєводства.

## Демографія
Демографічна структура станом на 31 березня 2011 року:
|          | Загалом | Допрацездатний вік | Працездатний вік | Постпрацездатний вік |
| -------- | ------- | ------------------ | ---------------- | -------------------- |
| Чоловіки | 298     | 43                 | 225              | 30                   |
| Жінки    | 314     | 51                 | 197              | 66                   |
| Разом    | 612     | 94                 | 422              | 96                   |